# Universiteit van Rome Tor Vergata
De Universiteit van Rome Tor Vergata (Italiaans: Università degli Studi di Roma Tor Vergata) is een Italiaanse universiteit in Rome. Het is een van de grootste onderzoeksuniversiteiten van Italië en tevens een internationaal centrum voor onderzoek en onderwijs.

## Achtergrond
De Universiteit van Rome Tor Vergata werd opgericht in 1982, met het doel onderwijs van hoge kwaliteit te bieden voor studenten, om zo te voldoen aan de toenemende mogelijkheden van de 21e eeuw. De universiteit is gelegen in de zuidoostelijke voorstad van Rome.
De universiteit staat vooral bekend om zijn wetenschappelijke studies. De laatste jaren speelt echter ook de samenwerking en technologie-uitwisseling met andere openbare en particuliere organisaties een belangrijke rol.
De universiteit heeft een eigen ziekenhuis, dat op nationaal en internationaal niveau als voorbeeld dient voor andere universiteiten.
Op het terrein van de Universiteit Tor Vergata vond op 3 augustus 2025 de slotmis door paus Leo XIV plaats van de Jubilee of the Youth, de Katholieke Jongerendagen, in het Heilig Jaar 2025. Daarbij waren een miljoen jongeren aanwezig.

## Organisatie
De universiteit is verdeeld in zes scholen:
- School voor Economie
- School voor Techniek
- School voor Geesteswetenschappen, Kunst en Sociale wetenschappen
- School voor Rechtsgeleerdheid
- School voor Medicijnen en Chirurgie
- School voor Wetenschap